# Zebratula flavonigra
Zebratula flavonigra är en insektsart som beskrevs av Sjöstedt 1920. Zebratula flavonigra ingår i släktet Zebratula och familjen gräshoppor. Inga underarter finns listade i Catalogue of Life.